# Paul Richardson
Paul Richardson  (* 13. April 1992 in Los Angeles, Kalifornien) ist ein ehemaliger US-amerikanischer American-Football-Spieler auf der Position des Wide Receivers. Er spielte College Football für die Colorado Buffaloes, bevor er im NFL Draft 2014 in der zweiten Runde von den Seattle Seahawks ausgewählt wurde. Ebenfalls war er zwei Saisons für die Washington Redskins in der National Football League (NFL) aktiv.

## Frühe Jahre
Richardson besuchte die Junípero Serra High School in Gardena sowie die Los Alamitos High School in Los Alamitos, Kalifornien. Als Wide Receiver erzielte er in dieser Zeit 1.984 Yards und 28 Touchdowns durch Passfänge. Außerdem vertrat er seine Schulen im Basketball und der Leichtathletik.
Richardson besuchte zunächst die University of California, Los Angeles, wo er jedoch schon nach kurzer Zeit aus dem Footballteam geworfen wurde, nachdem er mit zwei Teamkollegen aufgrund eines Diebstahls verhaftet wurde.
Daraufhin wechselte er zur University of Colorado Boulder, wo er in diesem Jahr in allen zwölf Saisonspielen zum Einsatz kam und 34 Pässe für 514 Yards und sechs Touchdowns fing. Als Sophomore gelangen ihm ein Jahr später 39 Passfänge für 555 Yards und fünf Touchdowns in neun Spielen. Die Saison 2012 verpasste er wegen eines Kreuzbandrisses komplett. 2013 kehrte er zurück und stellte in dieser Saison mit Fängen über 1.201 Yards einen neuen Schulrekord auf. Nach dieser Spielzeit verkündete er, dass er am NFL Draft 2014 teilnehmen würde.

## NFL
Die Seattle Seahawks wählten Richardson im NFL Draft 2014 als dreizehnten Spieler der zweiten Runde (45. insgesamt). Er fing seinen ersten Pass in der NFL gegen die Denver Broncos am dritten Spieltag. Seinen ersten Touchdown erzielte er gegen die San Francisco 49ers am fünfzehnten Spieltag. In seiner Rookiesaison erzielte er insgesamt 271 Yards und einen Touchdown durch 29 Passfänge. Im Divisional-Play-off-Spiel gegen die Carolina Panthers zog er sich erneut einen Kreuzbandriss zu, wodurch die Saison für ihn beendet war. Ohne ihn erreichten die Seahawks Super Bowl XLIX, wo sie gegen die New England Patriots verloren.
Nach seiner Verletzung stand er 2015 nur in drei Spielen im Kader, bevor er sich erneut eine Blessur zuzog und auch diese Spielzeit frühzeitig beenden musste.
Am 13. März 2018 wechselte Paul Richardson zu den Washington Redskins. Dort unterzeichnete er einen Vertrag über 40 Millionen US-Dollar, der eine Laufzeit von fünf Jahren hatte. Am 14. Februar 2020 wurde Richardson von den Redskins entlassen. Am 29. August 2020 wurde Richardson von den Seahawks wiederverpflichtet. Nach nur einer Woche wurde er bereits wieder entlassen.